# アモムム・スブラトゥム
Amomum subulatumはショウガ科アモムム属の一種である。中国語名は香豆蔻。英語ではブラックカルダモンとして知られている。その他の名称は、ヒル・カルダモン、ベンガル・カルダモン、グレーター・カルダモン、インディアン・カルダモン、ネパール・カルダモン、ウィングド・カルダモン、ビッグ・カルダモン、ブラウン・カルダモンなど。その種子鞘は強い、樟脳のような芳香を有し、乾燥の方法に由来するスモーキーな特徴を持つ。ヒンディー語ではबड़ी इलाइची (bdei ilaaichi) と呼ばれる。

## 記載
A. subulatumは多年生草本植物であり、高さは1–2メートルに達する。葉を付ける茎と花序は塊茎から直接生える。葉は先が尖って、厚く、広皮針形で、根本は曲線的またはくさび形で、長さ25–60 cm、幅3.5–11 cmである。
開花期は5月から6月で、花序茎は長さ0.5–5 cmで、茶色の苞に覆われている。
雌雄同体の花は左右相称で、2つの花被を持つ。萼は長さの半分が融合している。花冠は黄色がかっており、長さは萼と同じくらいである。
染色体の数は2 n = 48。

## 利用
種子鞘は香辛料として使用される。グリーンカルダモン（ショウズク Elettaria cardamomum由来）とは異なる香りを持つ。グリーンカルダモンとは異なり、この香辛料は甘い料理にはほとんど使われない。そのスモーキーな芳香は裸火の上で乾燥させる伝統的な方法に由来する。ブラックカルダモンはグリーンカルダモンの劣った代替品と誤って説明されることがある。

## 種
ソウカ（Lanxangia tsaoko、以前の学名はAmomum tsao-ko）もブラックカルダモンと呼ばれることがある。インド料理とパキスタンの一部地域の料理で主に使われるA. subulatumの鞘はより小さく、ソウカ（L. tsaoko、中国語: 草果、ベトナム語: thảo quả）は中華料理（特に四川料理）とベトナム料理で使われる。

## 生産
ブラックカルダモンの最大生産国はネパールであり、インドとブータンがそれに続く。インドの伝統医学では、A. subulatumの塊茎の煎じ薬が黄疸の治療に使われる。

## 画像集

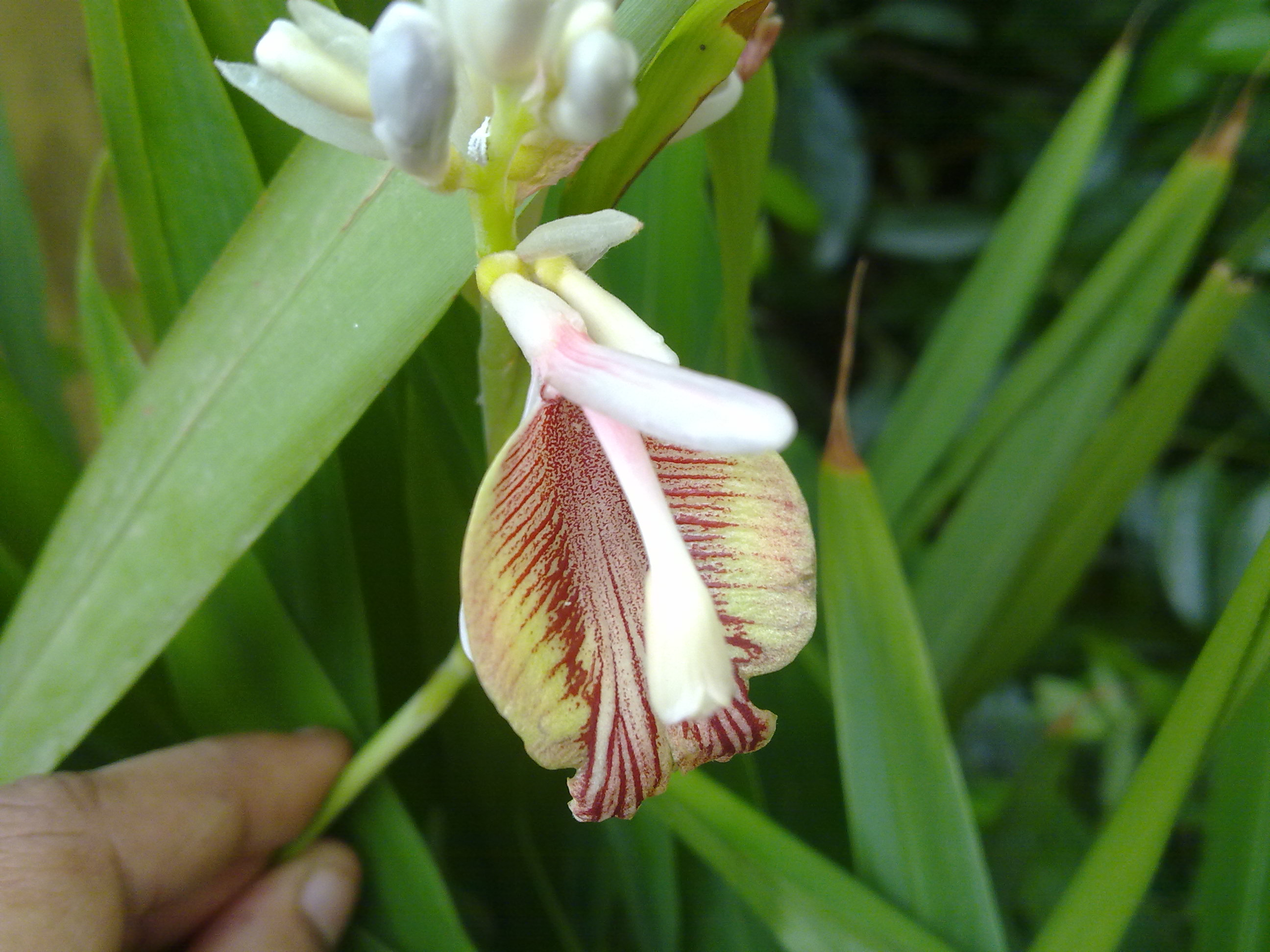
左右相称の花
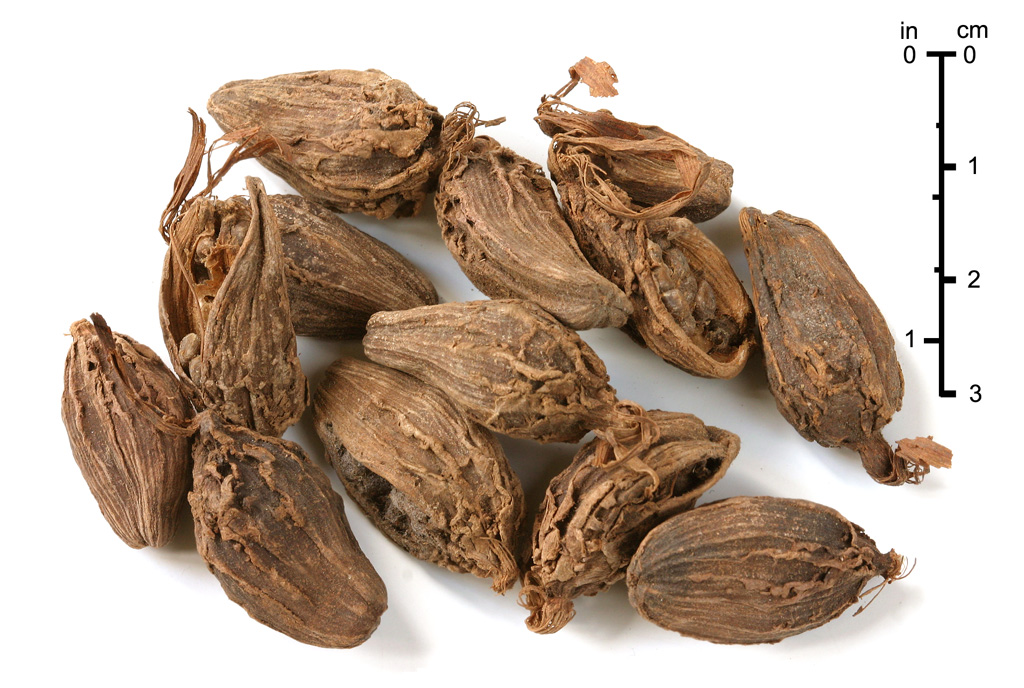
種子鞘
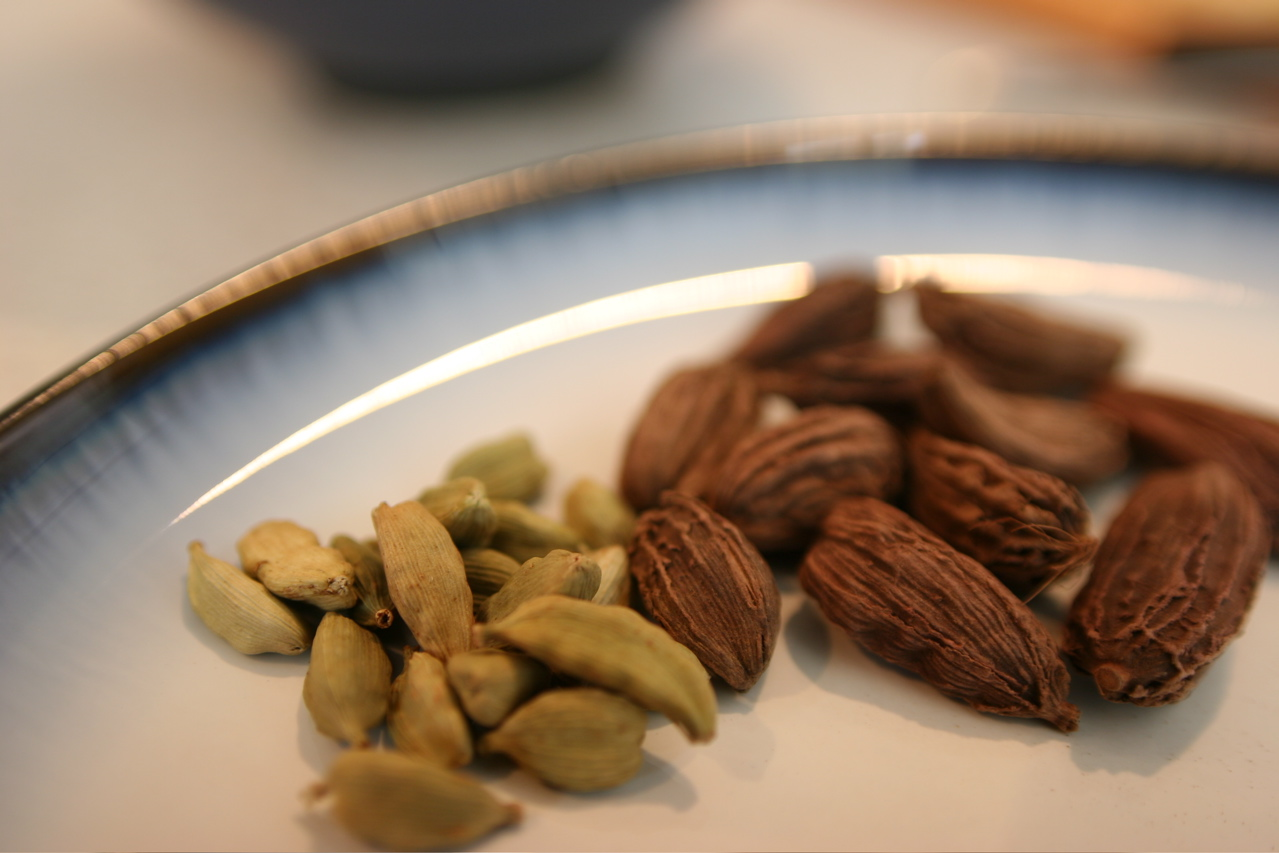
グリーンカルダモン（左）とブラックカルダモン（右）